# Distretto di Xinwu (Taoyuan)
Il distretto di Xinwu (新屋區S, Xīnwū QūP) è un distretto della città di Taoyuan, situata a Taiwan.